# 广州金曲音乐广播
广州金曲音乐广播（又称广州汽车音乐电台）是中国广东省广州市的一个电台频率，为广州广播电视台所有。是原广州人民广播电台的第二套节目，以经典音乐、怀旧老歌为特色的专业音乐广播。

## 历史与发展
- 广州人民广播电台第二套节目，立体声调频广播(FM 102.7)，呼号“广州电台金曲广播”，于1994年12月开播，全天24小时播音，以新闻资讯和体育节目为主，音乐作铺垫。[1]
- 2009年10月27日，广州电台金曲1027全新改版，全新升级为“广州汽车音乐电台”。节目以流行、经典音乐和新闻资讯为主，增加了汽车服务、都市生活等内容。目标受众群体为华南地区私家车一族。

## 主要节目
- 《朝朝喳笃撑》何志健
- 《晨曦细语》香凝
- 《最美新一天》嘴记、小美
- 《依然范特茵》李茵
- 《A咖时间》邓国桻
- 《荣歌隆咚锵》荣蓉
- 《湾区新音乐排行榜》张莹、傅婷
- 《傍晚低半度》菡子、璐欣
- 《头头是道》珍珠、粒粒、峻铭、师弟、momo
- 《一时一样》彭力
- 《妙色星空》
- 《白日梦想家》菡子
- 《其乐荣融音乐会》荣蓉
- 《光阴故事》香凝
- 《我的音乐态度》邓国桻
- 《欣喜时光》璐欣
- 《众星云集是A咖》邓国桻
- 《一首歌一张明信片》彭力
- 《超能醒目仔》粒粒
- 《古典星空》翟佳
- 《悦读时代》张莹

## 发射频率
使用调频广播，发射频率102.7MHz。由广州电视塔发射，在越秀区花果山发射。